# 阿峴駅
阿峴駅（アヒョンえき）は、大韓民国ソウル特別市麻浦区北阿峴洞にあるソウル交通公社2号線の駅。かつて秋渓芸術大という副駅名があったが、現在は解除してる。駅番号は242。

## 歴史
- 1984年5月22日 - ソウル特別市地下鉄公社（当時）2号線の駅として開業。
- 2005年1月1日 - ソウル特別市地下鉄公社がソウルメトロに改称。
- 2017年5月31日 - ソウルメトロとソウル特別市都市鉄道公社が統合され、ソウル交通公社の駅となる。

## 駅構造

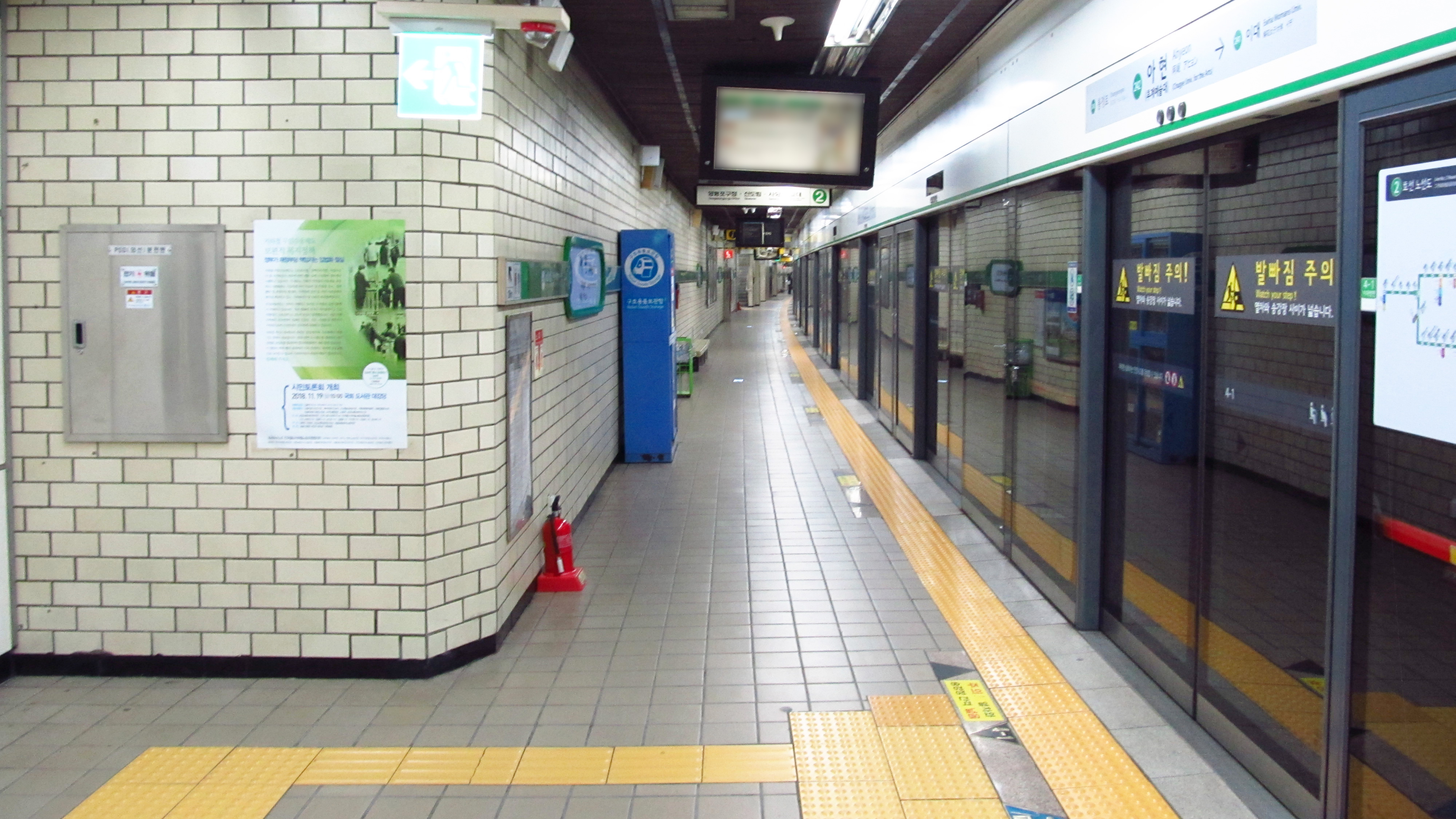
外回り（梨大方面）のホーム（2018年11月21日）

ホーム階は地下2階で、相対式ホーム2面2線を有する。フルスクリーンタイプのホームドアが設置されている。駅の直上に阿峴高架車道があった（2014年撤去）関係で、補強のため内回り・外回り線は壁によって隔てられており、反対側は見る事ができない。
改札階は地下1階である。改札口は西側（梨大寄り）と東側（忠正路寄り）の2ヶ所あるが、うち西側の改札は内回り・外回りで別々に設置されている。東側の改札のみホームへの連絡エレベーターが設置されている。化粧室は改札外にある。
出入口は1番から4番までの計4ヶ所ある。

### のりば
案内上ののりば番号は設定されていない。 
| 内回り | 2号線 | 忠正路・市庁・乙支路3街・東大門歴史文化公園方面 |
| 外回り | 2号線 | 弘大入口・堂山・永登浦区庁・新道林方面          |

## 利用状況
ソウル特別市麻浦区と西大門区の境界近くに立地するため、西大門区北阿峴洞住民も利用する。
近年の一日平均利用人員推移は下記のとおり。
| 路線  | 路線     | 2000年 | 2001年 | 2002年 | 2003年 | 2004年 | 2005年 | 2006年 | 2007年 | 2008年 | 2009年 | 出典  |
| ----- | -------- | ------ | ------ | ------ | ------ | ------ | ------ | ------ | ------ | ------ | ------ | ----- |
| 2号線 | 乗車人員 | 15,016 | 15,171 | 15,018 | 14,484 | 14,346 | 13,944 | 13,412 | 13,383 | 12,745 | 11,819 | [ 1 ] |
| 2号線 | 降車人員 | 13,800 | 14,057 | 13,865 | 13,504 | 13,408 | 13,213 | 12,705 | 12,575 | 11,981 | 11,218 | [ 1 ] |
| 2号線 | 乗降人員 | 28,816 | 29,228 | 28,883 | 27,988 | 27,754 | 27,158 | 26,118 | 25,958 | 24,725 | 23,037 | [ 1 ] |
| 路線  | 路線     | 2010年 | 2011年 | 2012年 | 2013年 | 2014年 | 2015年 |        |        |        |        | [ 1 ] |
| 2号線 | 乗車人員 | 11,136 | 9,553  | 8,596  | 8,506  | 8,798  | 9,886  |        |        |        |        | [ 1 ] |
| 2号線 | 降車人員 | 10,360 | 8,994  | 8,128  | 8,022  | 8,429  | 9,217  |        |        |        |        | [ 1 ] |
| 2号線 | 乗降人員 | 21,496 | 18,547 | 16,724 | 16,528 | 17,227 | 19,103 |        |        |        |        | [ 1 ] |

## 駅周辺
- 国税庁技術研究所
- ソウル麻浦警察署
- ソウル北星初等学校（朝鮮語版）
- 北阿峴洞住民センター
- 北阿峴洞家具通り
- 北阿峴洞ウェディングタウン
- 阿峴洞郵便局
- エオゲ駅
- 阿峴産業情報学校（朝鮮語版）
- 阿峴市場
- 阿峴中学校（朝鮮語版）
- ソウル阿峴初等学校（朝鮮語版）
- 中央女子高等学校（朝鮮語版）
- 秋渓芸術大学校（朝鮮語版）
- 秋渓初等学校（朝鮮語版）
- 忠峴洞住民センター
- 漢城高等学校（朝鮮語版）

## その他
地下鉄駅真上にあるバスの停留場は旧称の「クルレバンタリ」という名称で言われることが多い（阿峴駅に変えたバス会社も増えている）。「クルレバンタリ」とは、かつて荷車を引く牛がクルレ（勒/굴레)を外して休憩したパウィ（岩/바위）があった場所に掛かるタリ（橋/다리）に由来する。現在ではその橋自体は無くなっているが、名前のみが現在でも残っている。

## 隣の駅
ソウル交通公社
 2号線
梨大駅 (241) - 阿峴駅 (242) - 忠正路駅 (243)